# Actinidia chengkouensis
Actinidia chengkouensis är en tvåhjärtbladig växtart som beskrevs av C.Y. Chang. Actinidia chengkouensis ingår i släktet aktinidiasläktet, och familjen Actinidiaceae. Inga underarter finns listade i Catalogue of Life.